# 킬페리쿠스 1세
킬페리쿠스 1세(Chilperic I, ? - 584년)는 프랑크 왕국 네우스트리아 분국의 국왕이었다. 메로빙거 왕조 출신 군주로, 프랑크 왕 클로타르 1세와 서고트의 왕 아타나길드의 딸 아레군트의 아들이었다.
그의 이모이자 계모였던 인군트의 아들들과 영토전쟁을 벌이다가 암살된다.

## 같이 보기
- 지게베르트 1세
- 군트람
- 브룬힐트
- 군도발트
- 하리베르트 1세